# Il y a (poème)
Pour les articles homonymes, voir Il y a.
Il y a est un poème de Guillaume Apollinaire publié dans son recueil Calligrammes en 1918. Composé dès 1915, il est envoyé par son auteur à Madeleine Pagès le 30 septembre de cette année. Il est construit autour d'une anaphore, chaque vers à l'exception des deux derniers commençant comme le titre : « Il y a... »